# 白楠
白楠（学名：Phoebe neurantha）为樟科楠属下的一个种。

## 扩展阅读
- 維基物種上的相關：白楠